# Aidesios (Sophist)
Aidesios (latinisiert Aedesius) war ein spätantiker Sophist, der in der ersten Hälfte des 4. Jahrhunderts n. Chr. in Antiochia Rhetorik unterrichtete. Der damals berühmte Redner Libanios erwähnt ihn in einer seiner Reden, vermerkt aber nur, dass Aidesios in hohem Alter starb. In einer anderen Rede erwähnt Libanios einen Sophisten aus Askalon, der wegen seiner strikten Disziplin bemerkenswert war. Hierbei könnte es sich um Aidesios handeln. Die in der Sekundärliteratur zuweilen vorgenommene Identifizierung mit Aidesios, einem von Kaiser Julian hochgeschätzten Philosophen, ist falsch.